# レインジャー5号
レインジャー5号はレインジャー計画の5機目の宇宙機。月面に衝突させる予定であり、衝突前10分の画像の送信、地震計入りの着陸カプセルの月への硬着陸、飛行中のガンマ線データの収集、月面のレーダー反射率の研究、レインジャー計画の目的である探査機のテストなどが目的になっていた。原因不明の故障によって宇宙機は電力が不足し運用停止となり、月から725kmの位置を通り過ぎた。

## 設計
レインジャー5号はレインジャー計画のブロック2設計の宇宙機で、基本的にはレインジャー3号と4号と同型である。全体は3.1mの高さであり、バルサ材の衝撃緩和剤でおおわれた65cmの直径の月着陸カプセル、単元推進剤の軌道中間モーター、23kNの逆噴射ロケット、金とクロムでメッキされた1.5mの直径の六角形の基礎部分などがあった。大型の高利得パラボラアンテナと翼長5.2mのソーラーパネルが基礎部分に取り付けられており、ソーラーパネルは飛行後に展開される予定であった。ソーラーパネルには8680枚のセルが取り付けられており、充電可能な11.5kg・1kWhの銀・亜鉛電池とバックアップ電池が乗せられている。半導体デジタルコンピュータとシーケンサ、地上コントロール指令システムでコントロールされており、高度制御は6つの陽地センサー、ジャイロスコープ、冷却窒素ガスのピッチロールジェットなどで行われる。通信用には3Wと50mWの2台の960MHz通信機、高利得アンテナ、無指向アンテナが積まれている。全体的に白塗りされ、金やクロムによるメッキが施され、銀色プラスチックシートで逆噴射ロケットを覆っており、これらで温度制御をおこなっていた。
装置には1枚の画像を10秒で読み込むスキャン機構を採用したビジコンテレビカメラ、30センチの球体で1.8mの塔部分に取り付けられたガンマ線スペクトロメーター、レーダー高度計、月面への硬着陸用カプセルに載せられた地震計などがあった。地震計には増幅器、50mW送信機、電圧制御機、ターンスタイルアンテナ、送信機を30日間駆動させることのできる6機の銀カドミウム電池などが組まれており、130-160km/hで衝突しても大丈夫であった。これらはバルサ材の球体の中に収められ、フロンの層の中に入れられていた。レーダー高度計は反射率の研究にも使われる予定であったが、本来的にはカプセルの分離と逆噴射ロケットの点火位置確認のために作られた。

### 装置
| 装置                 | 装置                       |
| -------------------- | -------------------------- |
| ビジコンテレビカメラ | 月面の近接写真の送信用     |
| 地震計               | 月面の地震活動の有無の調査 |

## ミッション
これはレインジャーのブロック2型、月面衝突実験として3回目の試みであった。計画ではアトラス/アジェナで月まで加速され、中間地点で一度軌道を修正し、月面に衝突させる予定であった。適切な高度でカプセルを切り離し、逆噴射ロケットに点火し、着陸の際の衝撃を和らげる予定であった。しかし、待機軌道から月軌道への投入をおえた正常運用の15分後、原因不明の故障によって電力の確保ができなかった。その後、正常運用に戻ることはなく、8時間44分後に電力が枯渇し、レインジャー5号はシステムを完全に停止し、操縦不可能となった。中間地点での軌道修正は行われることなく、レインジャー5号は10月21日に月から725kmの地点を通過し、現在では太陽周回軌道を回っている。その後も1,271,381kmの位置まで追跡が続けられた。
電力喪失による信号の停止より前に、宇宙機は4時間分のガンマ線装置のデータを送信している。
この打ち上げの失敗の後、次のバージョンのための電子アセンブリはニュージャージー州のイーストウィンザーにあるRCA社の宇宙電子部門で完全に再構築された。衛星の再構築は期待に応え、この後の探査機では月面の写真が地上に送られ、月着陸船のよい着陸地点をさがすNASAの決定を助けた。